# Everett, Washington
Everett là một thành phố tỉnh lỵ của quận Snohomish, tiểu bang Washington, Hoa Kỳ. Được đặt tên theo Everett Colby, con trai của nhà sáng lập Charles L. Colby, thành phố nằm 40 km về phía bắc Seatle. Theo điều tra dân số Hoa Kỳ 2010, thành phố có dân số 103.019 người. Đây là thành phố lớn thứ 268 Hoa Kỳ theo dân số và lớn thứ 6 ở bang Washington. Thành phố có diện tích 33,4 dặm vuông Anh (87 km2), mật độ dân số 3084,4 người/dặm Anh vuông. Thành phố có nhà máy lắp ráp máy bay của Boeing, nơi lắp đặt các phiên bản Boeing 747, 767, 777, và 787.
Vào ngày 15 tháng 1 năm 2020, thành phố Everett đã trở thành nơi ghi nhận trường hợp dương tính với COVID-19 đầu tiên tại Mỹ trong bối cảnh đại dịch này đang bắt đầu có xu hướng lây lan rộng ra toàn thế giới.